# Dan Immerfall
Daniel James Immerfall, plus connu sous le nom de Dan Immerfall, est un patineur de vitesse américain né le 14 décembre 1955 à Madison.

## Biographie
Dans sa jeunesse, Dan Immerfall est un des meilleurs athlètes du Wisconsin. Il se tourne ensuite vers le patinage de vitesse. Aux Jeux olympiques d'hiver de 1976 organisés à Innsbruck en Autriche, il obtient le meilleur résultat de sa carrière : la médaille de bronze sur 500 mètres.

## Records personnels
| Distance     | Temps         | Année |
| ------------ | ------------- | ----- |
| 500 mètres   | 37 s 98       | 1980  |
| 1 000 mètres | 1 min 17 s 46 | 1980  |
| 1 500 mètres | 2 min 4 s 84  | 1976  |
| 5 000 mètres | 8 min 10 s 45 | 1977  |